# Râul Balaura Mare
Râul Balaura Mare este un curs de apă, unul din cele două brațe care formează râul Balaura. 